# Val Varatella
La val Varatella è una valle della Liguria che prende il nome dal torrente omonimo, il Varatella appunto. Si apre perpendicolarmente sulla riviera ligure di ponente in corrispondenza delle cittadine di Toirano, Borghetto Santo Spirito e Loano, in provincia di Savona.
Toirano e gli altri principali centri abitati della valle fanno parte della Comunità Montana Savona 2 Ponente Savonese.

## Caratteristiche
È una valle selvaggia abitata probabilmente fin dall'epoca preistorica, ricca di rocce calcaree (dolomia e spettacolari falesie), di cavità naturali (ne sono state censite oltre una cinquantina, vedi Grotte di Toirano, la maggiore attrazione turistica della zona), di fauna (in particolare varie specie di uccelli e popolazioni di daini, caprioli, cinghiali e, da poco, è stata notata la presenza dei lupi, dopo circa un secolo d'assenza) e flora tipica mediterranea.
La località di Carpe, prossima al Giogo di Toirano, è una delle tappe dell'Alta Via dei Monti Liguri maggiormente prossima al mar Ligure. Fra i rifugi montani si segnala il Rifugio di Pian delle Bosse, situato a 841 m di altitudine nell'entroterra di Loano, base di arrivo e partenza per la palestra di roccia di Rocca d'Avio. Vi si pratica anche il parapendio.
La valle comprende il piccolo paese di Balestrino, in gran parte abbandonato negli anni sessanta per un movimento franoso.
Tra le chiese da visitare in zona figurano l'abbazia di San Pietro dei Monti (891 m) - di epoca carolingia - e il piccolo santuario rupestre del XV secolo intitolato a Santa Lucia, situato poco distante dalle grotte di Toirano.
L'abbazia di San Pietro risale all'anno 1000. Una leggenda racconta tuttavia che qui transitò anche Pietro apostolo. Dal piazzale dell'abbazia, così come dal vicino monte Carmo, si gode un panorama su tutta la costa.
Tra le altre attrattive turistico-culturali della valle figura, nel centro storico di Toirano, il "Museo Etnografico della Val Varatella" allestito nel palazzo D'Aste del Carretto, in via Giuseppe Polla. Il Museo aperto dal 1997 è articolato in diciotto sezioni contenenti collezioni, attinenti ai mestieri agricoli, artigianali, alla vita domestica al costume, ed inoltre espone oggetti e cimeli che documentano alcuni aspetti storici del luogo. Dal 6 settembre 2008 il Museo offre nel percorso di visita, alcuni ambienti di rappresentanza del Palazzo D'Aste Del Carretto, con arredi risalenti al XVII, XVIII e XIX secolo.

## Galleria d'immagini

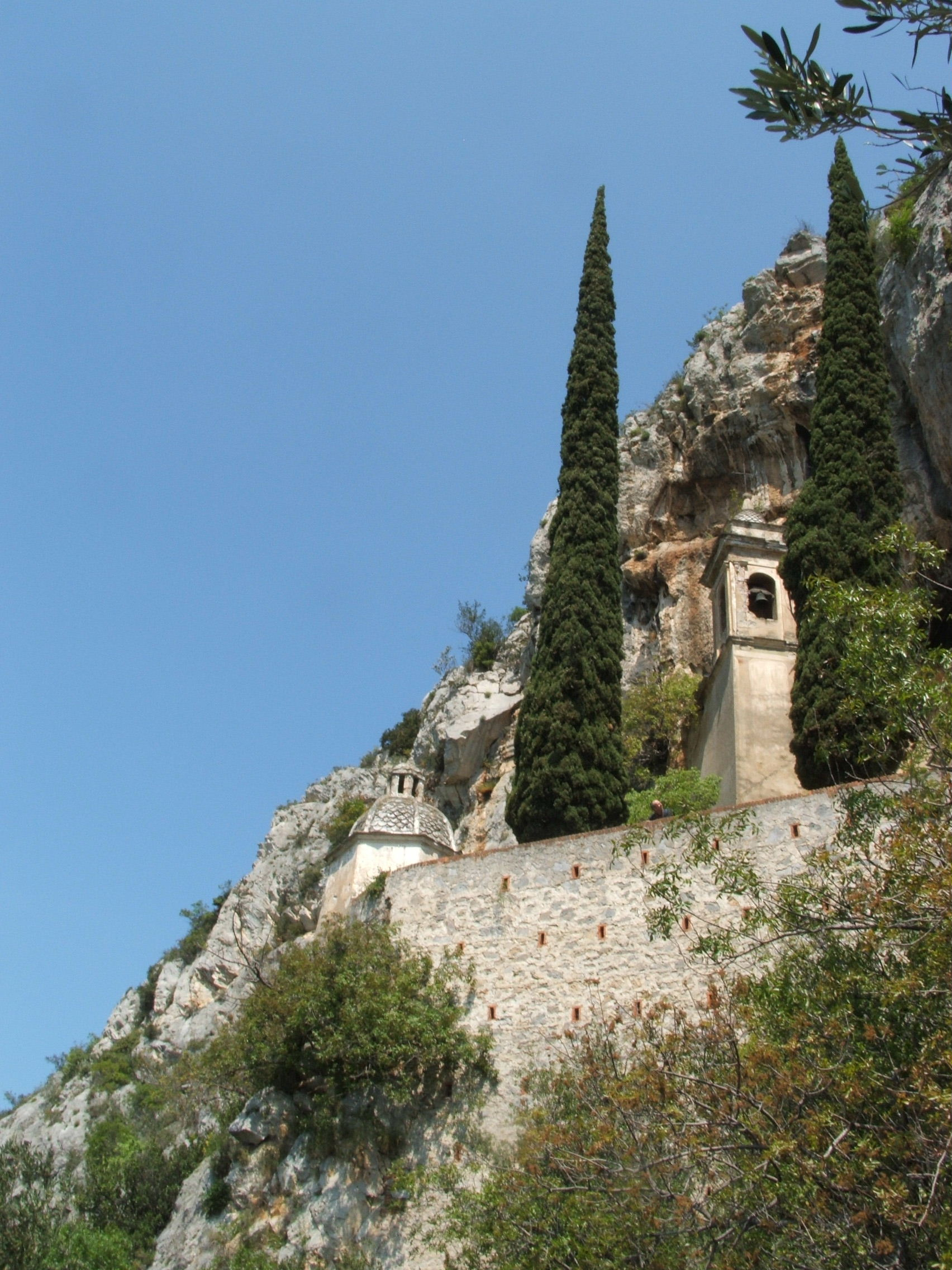
Santuario rupestre di Santa Lucia (XV secolo)
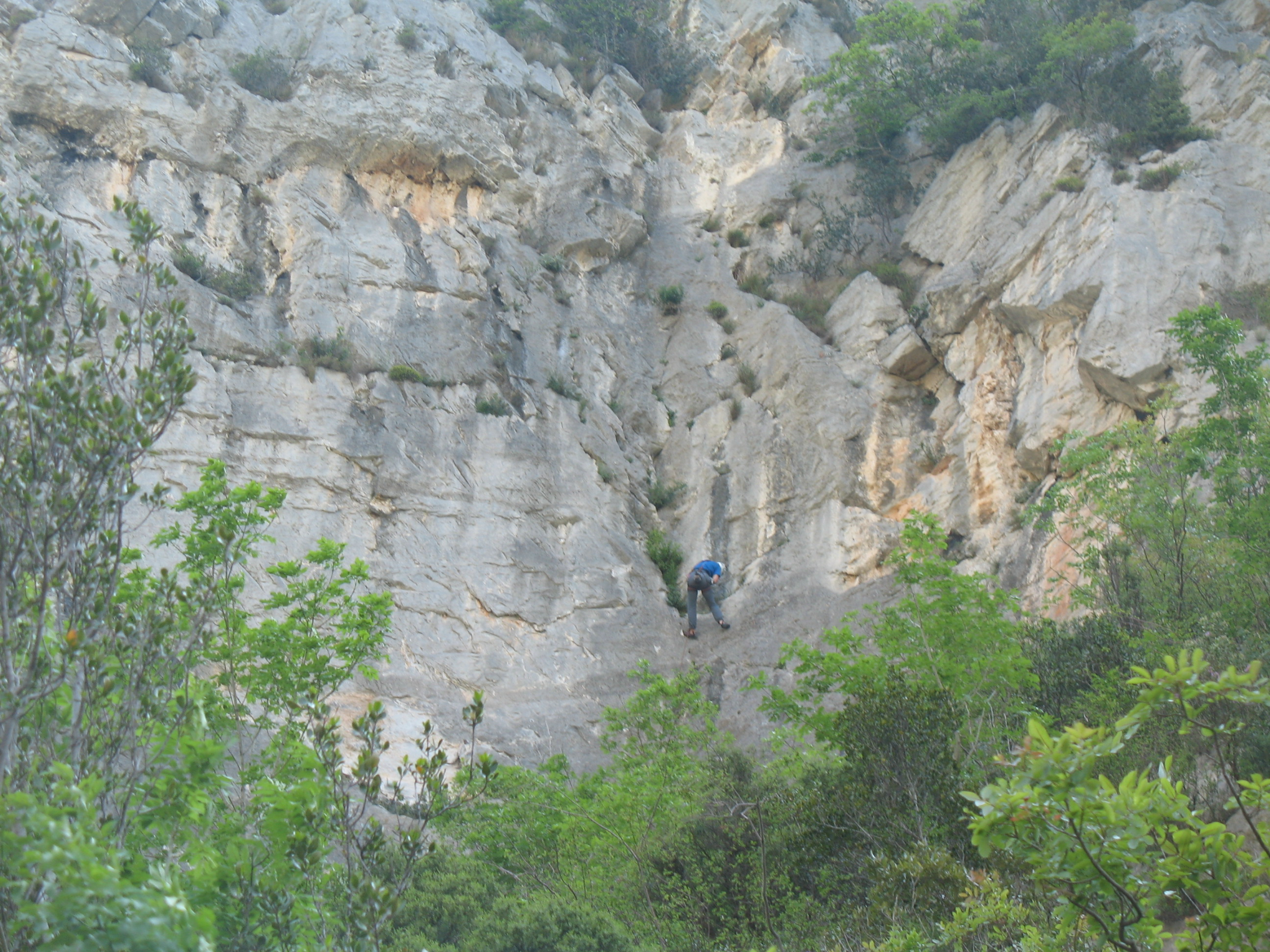
Scalatore su una parete rocciosa nei pressi delle grotte di Toirano
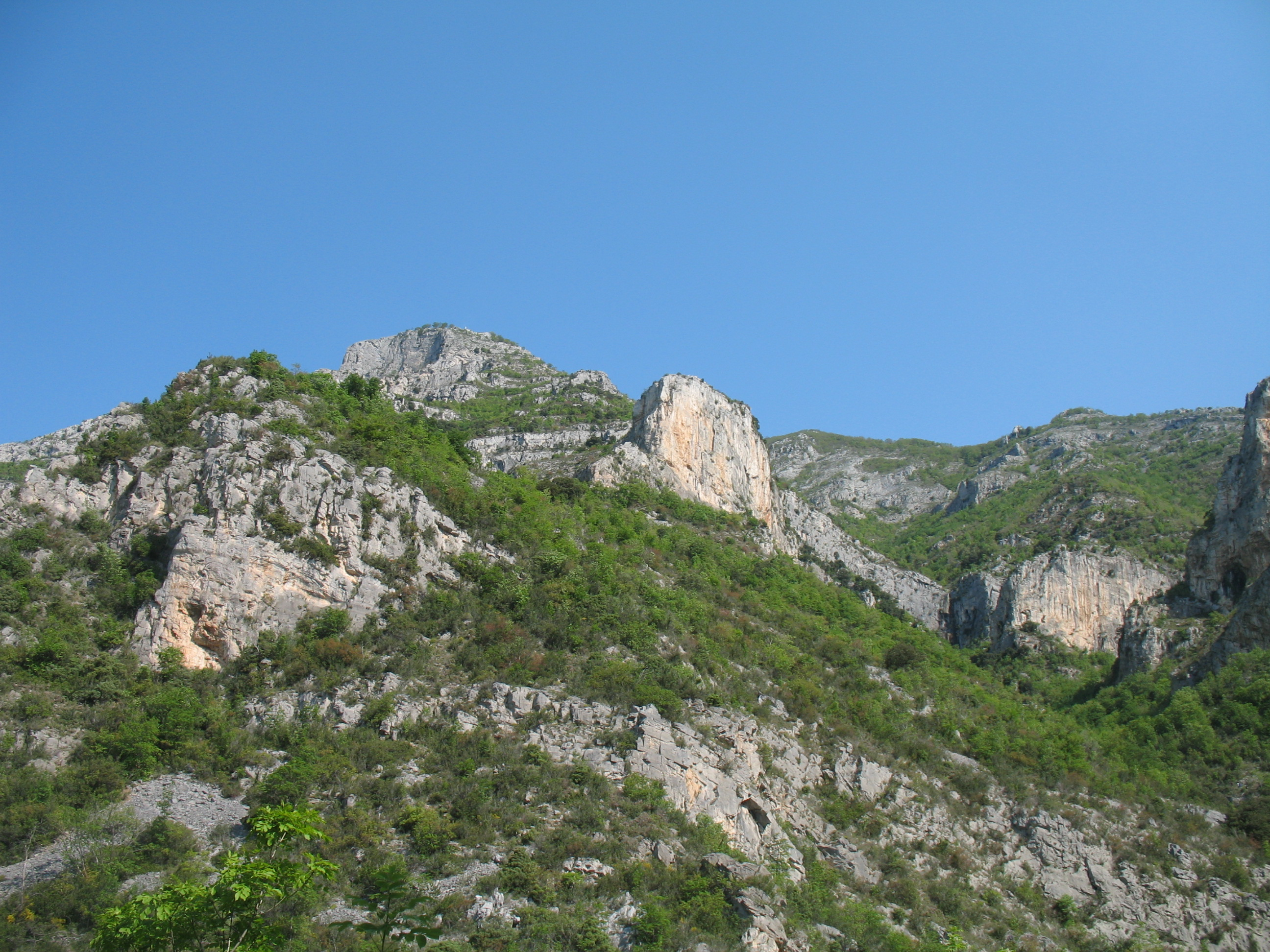
Rilievi rocciosi della val varatella
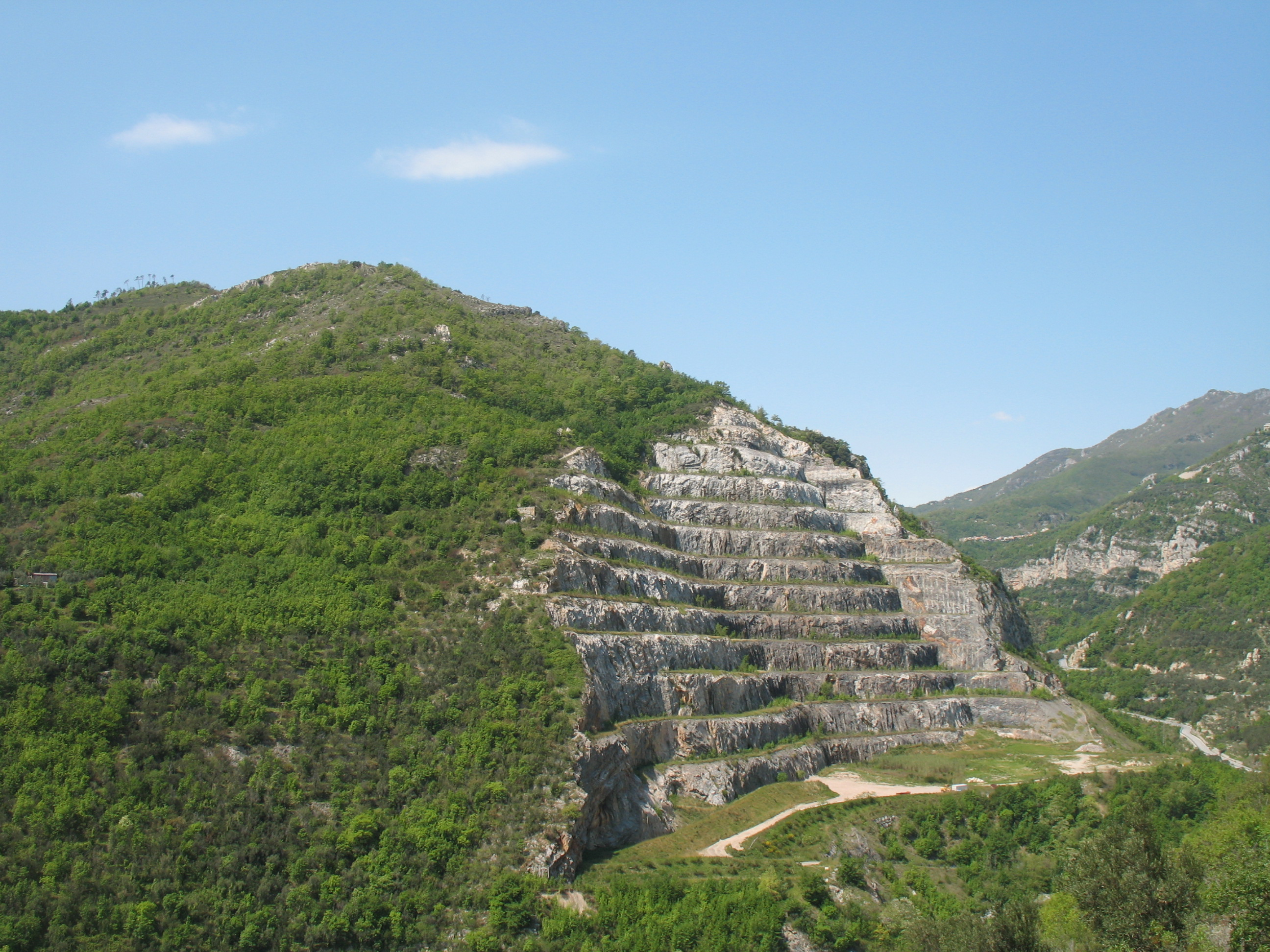
/2